# Іґнаци Бенедикт Раковецький
Раковецький Іґнаци Бенедикт (пол. Rakowiecki, Ignacy Benedykt, 1782—1839) — польський історик родом з Бердичева.
Автор праць про право і звичаї давніх слов'ян. Переклад на польську мову «Руської Правди» («Prawda Ruska») I—II, В. 1820-28.